# ورقة نقدية فئة 1000 دينار جزائري
الورقة النقدية 1 000 دينار هي الورقة النقدية الرابعة بالدينار الجزائري بترتيب تصاعدي من حيث القيمة. صدرت بموجب النظام رقم 95-05 المؤرخ في 8 يوليو 1995. يبلغ حجم الورقة 160 مليمتر في 71,7 مليمتر ولونها أرجواني. وفي عام 2005 صدرت فئة تذكارية منها، بمناسبة إحياء الذكرى الستين لتأسيس جامعة الدول العربية.

## تطوير
في 21 مايو 1992، حسب النظام رقم 92-06 الذي نشر في الجريدة الرسمية للجمهورية الجزائرية الديمقراطية الشعبية، أعلن فيه بنك الجزائر عن قرار إنشاء سلسلة جديدة من الأوراق النقدية بما في ذلك الورقة النقدية من فئة 1000 دينار جزائري. ووقع اللائحة نائب محافظ بنك الجزائر محمد شريف إيلمان.
وصدرت الورقة الثانية بموجب النظام رقم 95-05 المؤرخ في 8 يوليو 1995 ووقعه محافظ بنك الجزائر عبد الوهاب كرمان، وفي 20 أغسطس 1998، ظهرت السلسلة الثانية بموجب النظام رقم 98-02 في هذه السلسلة تم زيادة مستوى الأمان، ووقع محافظ بنك الجزائر عبد الوهاب كرمان عليها.
وفي عام 2005، عقب تنظيم القمة السابعة عشرة لرؤساء الدول العربية في الجزائر العاصمة، بمناسبة الذكرى 60 لتأسيس جامعة الدول العربية، أصدر بنك الجزائر فئة تذكارية أنشئت بموجب النظام 05-01 2009م. ووقعه محافظ بنك الجزائر محمد لقصاصي.

## أنظر أيضًا
- دينار جزائري
- قائمة عملات الجزائر الورقية